# Robbiate

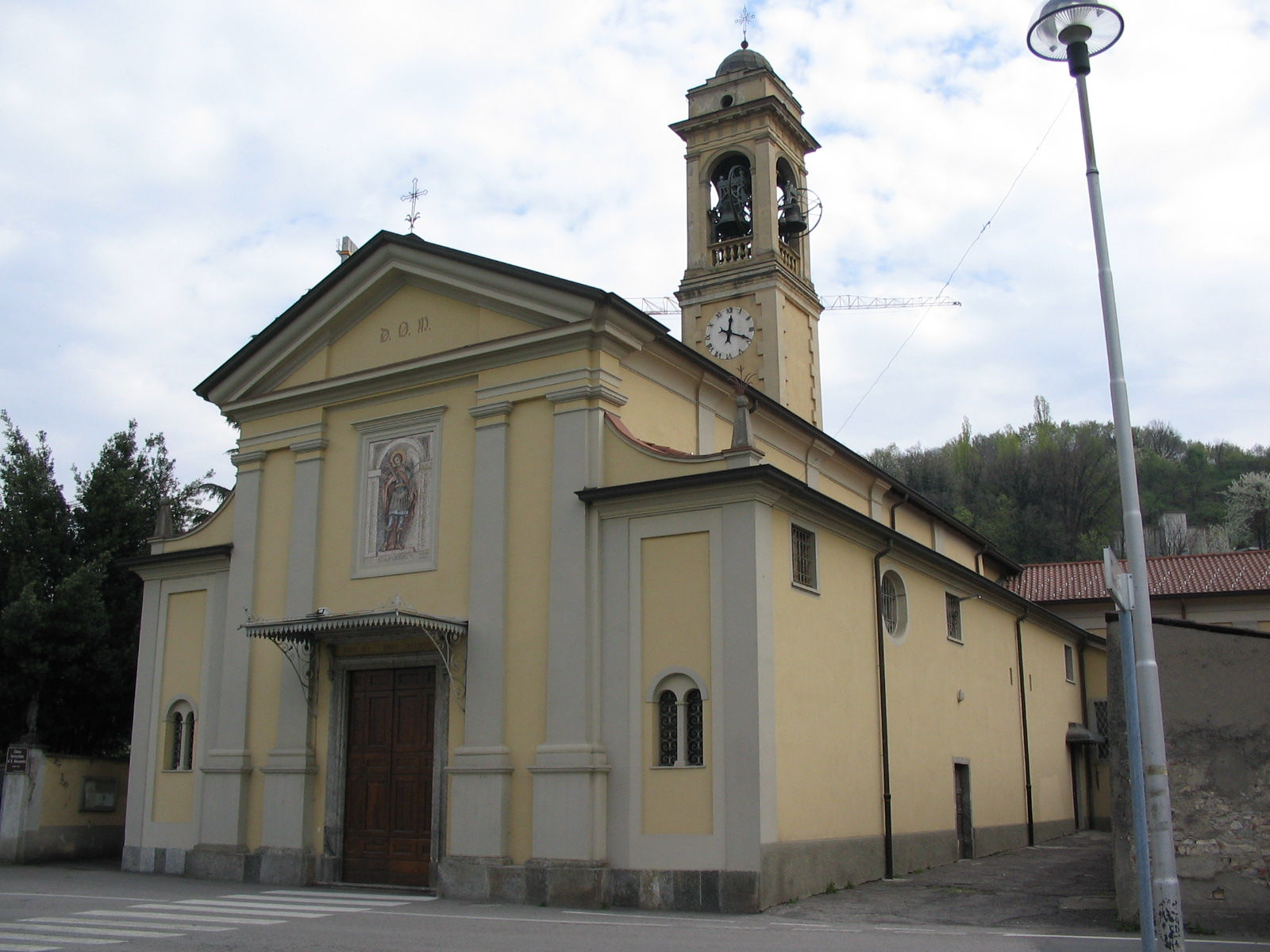
Pfarrkirche Sant’Alessandro

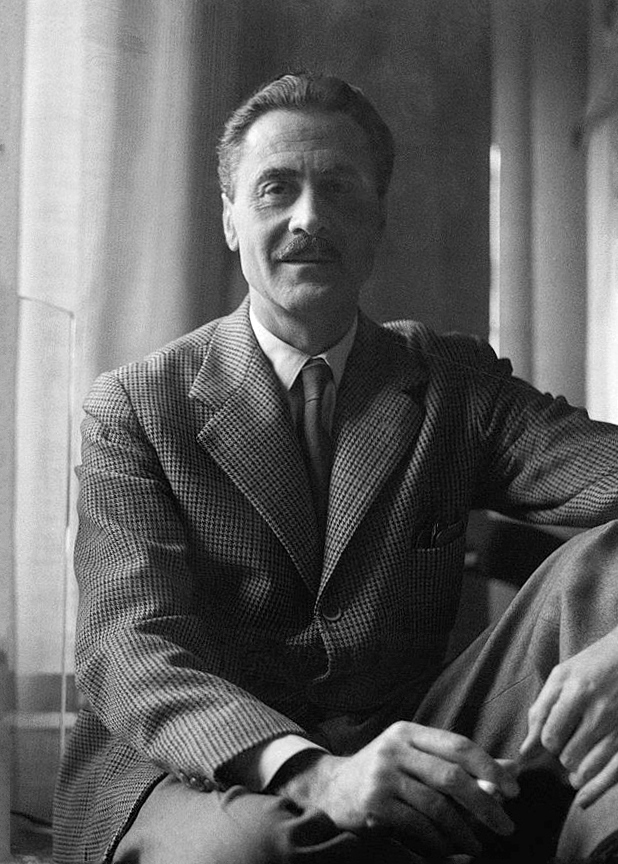
Franco Albini

Robbiate ist eine Gemeinde in der Provinz Lecco in der italienischen Region Lombardei mit 6324 Einwohnern (Stand 31. Dezember 2023).

## Geographie
Robbiate liegt ca. 20 km südlich der Provinzhauptstadt Lecco und 30 km nordöstlich der Regionalhauptstadt Mailand.
Die Nachbargemeinden sind Calusco d’Adda (BG), Imbersago, Merate, Paderno d’Adda, Ronco Briantino (MB), Verderio und Villa d’Adda (BG).

## Bevölkerungsentwicklung
| Bevölkerungsentwicklung | Bevölkerungsentwicklung | Bevölkerungsentwicklung | Bevölkerungsentwicklung | Bevölkerungsentwicklung | Bevölkerungsentwicklung | Bevölkerungsentwicklung | Bevölkerungsentwicklung | Bevölkerungsentwicklung | Bevölkerungsentwicklung | Bevölkerungsentwicklung | Bevölkerungsentwicklung | Bevölkerungsentwicklung | Bevölkerungsentwicklung |
| ----------------------- | ----------------------- | ----------------------- | ----------------------- | ----------------------- | ----------------------- | ----------------------- | ----------------------- | ----------------------- | ----------------------- | ----------------------- | ----------------------- | ----------------------- | ----------------------- |
| Jahr                    | 1861                    | 1871                    | 1881                    | 1911                    | 1931                    | 1951                    | 1961                    | 1971                    | 1981                    | 1991                    | 2001                    | 2011                    | 2022                    |
| Einwohner               | 1310                    | 1333                    | 1290                    | 1804                    | 1933                    | 2398                    | 2590                    | 3102                    | 4219                    | 4574                    | 4961                    | 6101                    | 6245                    |
| Quelle: ISTAT           |                         |                         |                         |                         |                         |                         |                         |                         |                         |                         |                         |                         |                         |

## Söhne und Töchter der Gemeinde
- Franco Albini (* 17. Oktober 1905 in Robbiate; † 1. November 1977 in Mailand), italienischer Architekt und Designer
- Paolo Ajroldi di Robbiate (* 4. März 1863 in Mainz; † 4. Mai 1932 in Sanremo), Freiherr, Unternehmer

## Feste & Sehenswürdigkeiten
- Pfarrkirche Sant’Alessandro[2] und Fest der Ortspatrone Alexander von Alexandria am 26. Februar.